# Mestic

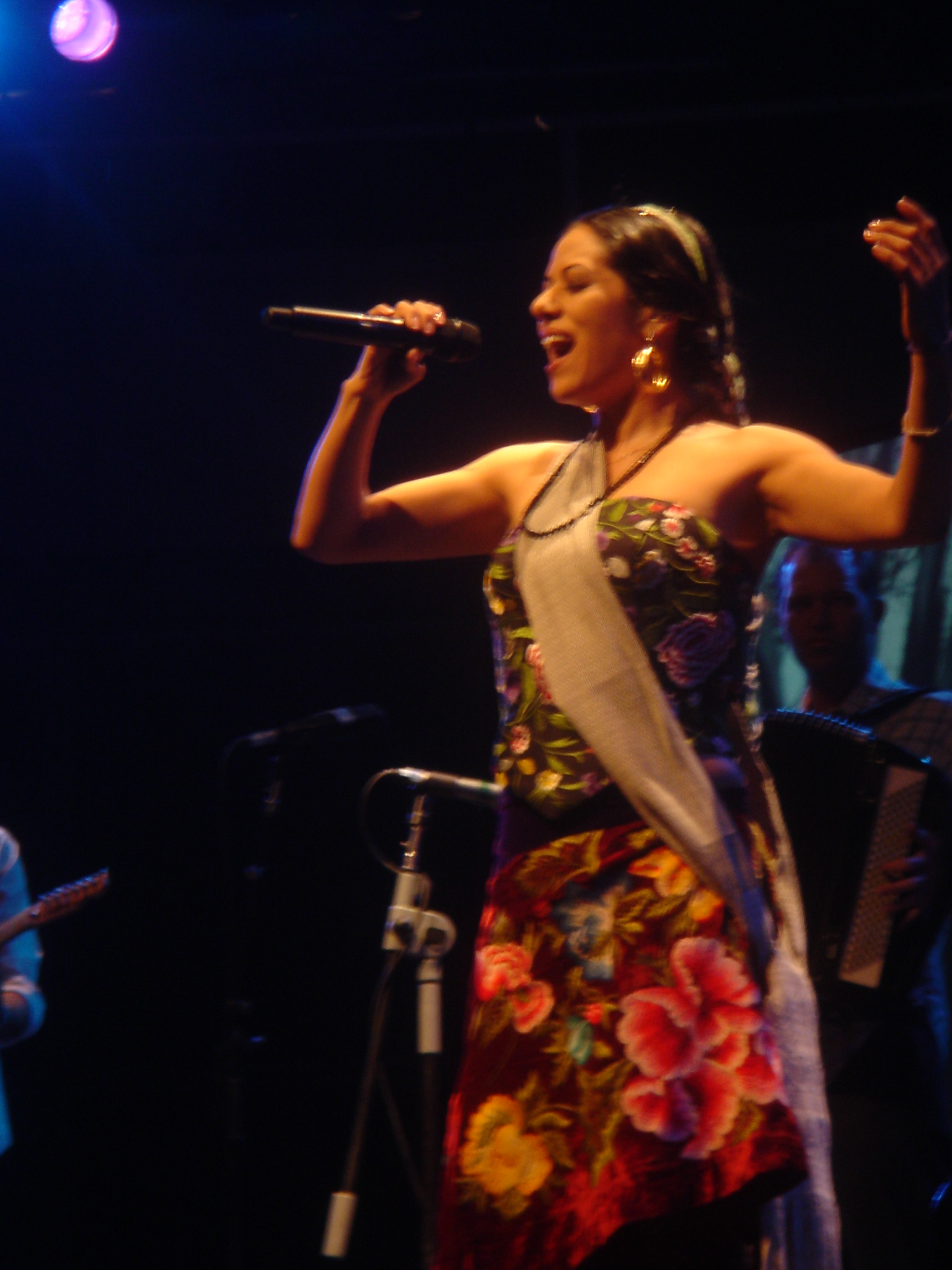
Lila Downs

Mestic je slovo pocházející ze španělštiny a znamená osoba, která je příslušníkem rasy, která vznikla zkřížením genů Evropana (nejčastěji Španěla) a původního domorodého obyvatele bývalých španělských kolonií, jako byla většina Jižní a Střední Ameriky, Guam a Filipíny. Jednoduše se definice používá pro míšence bělocha a Indiána.

## Historie
Mestici poprvé vznikají v době, kdy Španělé ovládali Latinskou Ameriku. Většinou byl mestic syn španělského otce a matky, která byla domorodá Američanka, tj. Indiánka. Mestici tvoří největší části populace v mnoha národech Latinské Ameriky, velké množství mesticů tvoří část populace v Mexiku, které je nejlidnatější španělsky hovořící zemí na světě.
Během koloniální éry přešlo mnoho domorodých Američanů na římský katolicismus a začalo mluvit španělským jazykem místo svých tradičních jazyků. Navíc mnoho domorodých Američanů uzavřelo sňatky s Evropany a měli s nimi potomky, kteří byli více podobní lidem evropského typu, a tedy měli i větší šanci na úspěch v životě vzhledem na kastovní rozvrstvení práv obyvatelstva ve španělských koloniích.
Po získání nezávislosti se stali mestici dominantní složkou obyvatelstva a označení mestic je v USA také běžně synonymem pojmu Hispánec nebo Latino.

## Současné rozšíření

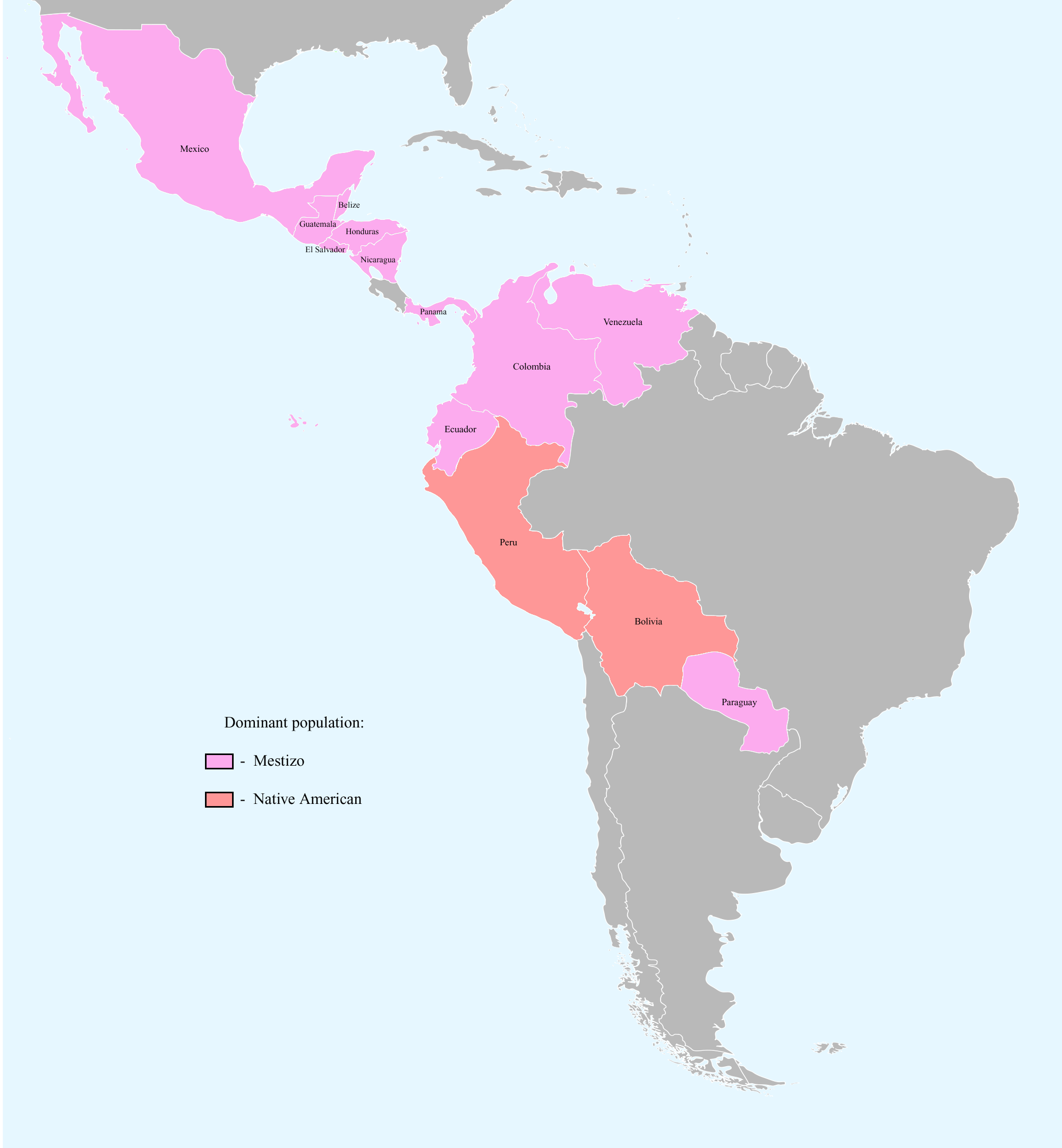
Státy s dominantní populací mesticů a Indiánů.

Ve většině států Střední a Jižní Ameriky tvoří mesticové většinu obyvatelstva nebo její významnou část:
- Paraguay – 95 %
- Kostarika – 94 % (společně s Evropany)
- Salvador – 90 %
- Honduras – 90 %
- Venezuela – 75–80 % (společně s mulaty)
- Panama – 65–70 %
- Nikaragua – 69 %
- Chile – 60  %
- Ekvádor – 72 %
- Mexiko – 60 %
- Kolumbie – 52 %
- Belize – 49 %
- Peru – 37 %
- Bolívie – 30 %
- Argentina – 18 %
- Uruguay – 7 %

## Osobnosti
Míšencem mestice a zamba byl venezuelský prezident Hugo Chávez.